# Asilus glaucus
Asilus glaucus là một loài ruồi trong họ Asilidae. Asilus glaucus được Zetterstedt miêu tả năm 1855. Loài này phân bố ở vùng Cổ Bắc giới.